# Globoppia heterotricha
Globoppia heterotricha är en kvalsterart som först beskrevs av Balogh och Sandór Mahunka 1969.  Globoppia heterotricha ingår i släktet Globoppia och familjen Oppiidae. Inga underarter finns listade i Catalogue of Life.